# Немачке јединице на југословенском ратишту у Другом светском рату
У Југославији су током Другог светског рата деловале различите немачке војне формације и службе. Након капитулације, требало је да у Југославији остану само слабије окупационе армијске снаге, као помоћ окупационој администрацији, уз разне полицијске територијалне, заштитне службе и организацију ТОТ за привредну експлоатацију. Међутим, избијање устанка приморало је Немце на привремено довођење армијских снага крајем 1941, да би од јесени 1942, са ескалацијом партизанског рата, дошло и до сукцесивног знатног повећавања армијског присуства.
Током Априлског рата 1941. Југославијом су прокрстариле немачка Друга и Дванаеста армија, након чега је Југославија окупирана и подељена.
До почетка напада на СССР 22. јуна 1941. све борбене формације повучене су из Југославије. Штаб 12. армије промовисан је у Команду Југоистока, са ратним и окупационим овлашћењима за Грчку и Југославију. У Београд је у мају 1941. стигла "Вишу Команду 65 за посебну намену" корпусног нивоа, као команда окупационих армијских јединица. На располагање су јој стављене 4 посадне дивизије, од којих су три биле задужене за окупацију Србије, а једна је придодата као помоћ властима НДХ. Штаб 18. корпуса, који је задржан под командом 12. армије у Грчкој, коришћен је за тактичко командовање током операција против устаника 1941/1942. У том периоду немачке снаге бројале су око 30.000 војника.
Након избијања устанка у Србији успостављен је штаб и звање „Опуномоћеног командујућег генерала у Србији“, непосредно потчињеног команди Југоистока, коме су за гушење устанка краткотрајно стављене на располагање две борбене дивизије и један пук, тако да је у децембру 1941. бројно стање немачке војске било око 60.000 људи. Ове додатне трупе до фебруара 1942. сукцесивно су повучене из Југославије.
Након заоштравања кризе у НДХ и јачања НОВЈ у новембру 1942. за офанзивне операције формиран је „Корпус Хрватска“. Његова бројна снага у мају 1943. нарасла је на 130.000 људи. Осим снага овог корпуса, у Словенији и Србији било је распоређено још око 30.000 људи у полицијским и територијалним службама.
Услед искрцавања Савезника у Италији и заоштравања кризе у Југославији, током августа 1943, Немачка врховна команда је реорганизовала своје снаге на Балкану. Територију западно од Кварнерског залива и границе Словеније држале су снаге Групе армија Б (касније 1944. Групе армија Ц) са неких 40.000 - 50.000 људи. Територија Југославије источно од ње била је покривена Другом оклопном армијом чија је снага достизала 300.000 људи. Група армија Е задужена је за одбрану Грчке. Формиран је штаб Групе армија Ф који је био надређен Групој армија Е и Другој оклопној армији. Штаб Групе армија Ф био је смештен у Београду и уједно је представљао команду Југоистока.
Територија Србије није била покривена корпусима Друге оклопне армије, већ је на њеној територији функционисала окупациона власт под командом административног дела штаба, односно штаба Војноуправног команданта Југоистока. Он је располагао бугарским окупационим снагама, квислиншким формацијама, и са неколико немачких полицијских пукова и територијалних батаљона.
Кад је запретила опасност од продора Црвене армије са истока, штаб Војноуправног команданта Југоистока претворен је у прави ратни штаб. На располагање су му стављене извесне снаге Групе армија Е и Друге оклопне армије, од које је за Београдску операцију привремено формирана Група армија Србија. Овај штаб распуштен је 4. новембра 1944.
Почев од септембра 1944. па до средине јануара 1944. Група армија Е пробијала се из Грчке кроз Југославију, па су се на територији Југославије привремено налазиле, уз мање снаге Групе армија Ц на западу, истовремено и јединице Друге оклопне армије, и Група армија Е. У том периоду бројност немачких снага излазила и на 400.000 људи.
Од јануара 1945. штаб Групе армија Е поново је преузео команду над свим снагама у Југославији западно од линије Кварнер - граница Словеније. Услед губитака и прерасподеле јединица бројност његових јединица спала је на око 200.000 људи.
У завршним операцијама Југословенска армија заробила је око 150.000 немачких војника.

## Под командом штаба Дванаесте армије иГрупе армија Е

### Виша Команда 65 за посебну намену
Виша Команда 65 за посебну намену формирана је 21. маја 1941. у циљу извршавања војних задатака окупационе управе у Југославији. По рангу, то је била корпусна формација. Командант јој је био генерал артиљерије Паул Бадер. Под командом овог биле су четири посадне дивизије:
- 704. дивизија
- 714. дивизија
- 717. дивизија
- 718. дивизија

Прве три биле су распоређене на територији Србије, док је 718. дивизија распоређена као помоћ снагама НДХ на њеној територији.

### Опуномоћени командант Србије
Истовремено је постојао и штаб и звање опуномоћеног заповедника Србије. Његов командант од 18. априла до 31. маја 1941. био је генерал авијације Хелмут Ферстер, затим од 31. маја до 28. јула 1941. Лудвиг фон Шредер, а након његове погибије у авионској несрећи генерал авијације Хајнрих Данкелман (од 28. јула до 9. октобра 1941)
Са распламсавањем устанка указала се потреба за јачањем немачких трупа. Врховна команда Вермахта решила је да појача снаге и уведе мере застрашивања. Титули команданта Србије додати су 19. септембра застрашујући епитети: уз звање „опуномоћеног заповедника“ добио је и звање „наредбодавца“ да би се нагласила његова неограничена моћ.
На место овог команданта неограничене моћи постављен је 9. октобра генерал брдских трупа Франц Беме. Он је на овом положају остао до 1. марта 1942, а Виша Команда 65 за посебну намену функционисала је као његов оперативни штаб. 1. марта 1942. ова два звања штаба су уједињена у један штаб. На његовом челу је надаље до 13. августа 1943. био генерал артиљерије Паул Бадер са звањем „Командујућег генерала и наредбодавца у Србији“
Од јуна 1942. главнина снага команданта Србије била је ангажована на територији НДХ, а на територији Србије ангажовани су поједини полицијски пукови и батаљони територијалне заштите. У појединим акцијама команданту Србије стављани су краткотрајно на располагање делови 164. дивизије, 297. дивизије (од јуна до августа 1943) и 7. СС дивизије током њеног формирања (октобра 1942).
Након реорганизације снага на Југоистоку улогу Команданта Србије фактички је преузео Војноуправни командант Југоистока.

## Под командом штаба Групе армија Ф
У августу 1943. у Београд је стигао штаб Групе армија Ф. Овај штаб преузео је и дужност Команде Југоистока. Његово задужење била је борба против устаника на Балкану и организација одбране од евентуалног савезничког искрцавања. Фронтовске трупе Команде Југоистока, односно Групе армија Ф сачињавале су:
- Друга оклопна армија која је била задужена за област северне Албаније и целе Југославије, са изузетком кварнерске обале, Истре и залеђа, и западне Словеније (које је поседала Група армија Б), касније Група армија Ц), и остатка Словеније, који је сматран анектираним и делом Рајха, и који су покривале снаге XVIII немачке армијске области. Њена јачина варирала је између 16 дивизија (децембра 1944, за време Зимских операција) и 12 дивизија (јула 1944, након одласка 42. ловачке дивизије, а пре поновног доласка 1. брдске). Под њеном командом били су и делови морнарице, обалске артиљерије, посаде аеродрома и других објеката, као и формације других служби. Штаб Друге оклопне армије преузимао је тактичку команду и над разним не-фронтовским снагама: територијалним батаљонима, полицијским и окупационим снагама, у случају њихове борбене употребе. У овом периоду армија је пројала између 250.000 и 300.000 људи. Њеној команди биле су такође тактички потчињене Усташко-домобранске трупе НДХ (око 200.000 људи) и бугарска 5. армија у анектираном делу Македоније (4-5 дивизија, око 30.000 бораца).
- Група армија Е била је задужена за територију Грчке и дела јужне Албаније. Она је под својом командом имала 8-9 дивизија, уз бројне посаде база и специјалне формације. Њена бројност кретала се око 250.000 бораца.

У августу 1943. у Југославији је размештена и 20. дивизија противваздушне одбране.
Територија окупиране Србије представљала је специјалан случај. У њој од августа 1943. до августа 1944. (до избијања Групе дивизија НОВЈ на Ибар почетком августа) није било борбених трупа. Окупацијске задатке извршавали су полицијски пукови и територијали (ландесшицен) батаљони „незнатне борбене моћи”, те РЗК, СДК и СДС, као и Бугарски окупациони корпус (4-5 дивизија, око 30.000 људи), који је по борбености „једва одговарао борбеној вредности немачких ландесшицен-јединица”
Почетком августа 1944, војноупр. к-ту Југоистока стајало је, у циљу обезбеђења наведених објеката и веза, на располагању:
*8 немачких ландесшицен-батаљона — односно батаљона за обезбеђење са незнатном јачином и незнатном борбеном моћи,
- 1 тенк. бат. зБВ, који се састојао од просечно 50—60 за употребу подесних трофејних тенкова франц. и енгл. старијих модела,
- 1 немачки, услед сталног учешћа у борби против банди и услед недостатка резерви у погледу људства, слаби пол.[ицијски] пук (мот.),
- 3, претежно од страног људства састављена, у погледу њихове борбене вредности мало вредна, пол. добр. пука,
- 5, услед наоружања и опреме оруђем као и старосног састава (емигранти), само условно за употребу способних руских пукова, као и
- 5 пукова Срп. добр. корпуса, којих борбена вредност треба да је отприлике једнака оној руских пукова. Коначно су стајали на располагању: Дунавска флотила са 10 — 12 јединица
- Осим наведених јединица, био је потчињен војноупр. к-ту Југоистока од резервиста састављени буг. Окуп.[ациони] корпус са 35 батаљона, који је услед неспретног командовања, недостатка наоружања, недостатка обуке и слабог расположења за борбу, једва одговарао борбеној вредности немачких ландесшицен-јединица.

Ове јединице бројале су око 20.000 Немаца и око 50.000 људи у руским, српским и бугарским формацијама. За тактичку команду над овим шароликим снагама био је задужен Војноуправни командант Југоистока, који је, осим тога, у штабу Југоистока у Београду, руководио административним штабом за селу територију Југоистока. У кризи насталој продором 57. армије Црвене армије и НОВЈ у Србију, овом штабу стављене су на располагање две комплетне и делови треће дивизије Друге оклопне армије, као и једна дивизија Групе армија Е. Тако је формирана привремена Група армија Србија, под командом Војноуправног команданта Југоистока. Ова привремена формација трајала је краће од месец дана, и 1. новембра 1944. је распуштена, а јединице су враћене под команду Друге оклопне армије.

## Под командом штабаГрупе армија Е
Група армија Е започела је наступање из Грчке у Југославију 1. септембра 1944. у циљу преузимања контроле над бугарским трупама и чврстог повезивања са Другом оклопном армијом у циљу одбијања продора Црвене армије.
Током септембра Група армија Е успела је да као помоћ Групој армија Југ транспортује своју 4. СС полицијску оклопну дивизију, а Другој оклопној армији 117. ловачку дивизију. Главнина снага преформирана је у "Претходницу Шојерлен“, 22. и 91. армијски корпус, са којима је Група армија Е наступала кроз Македонију, преко Косова и Санџака, за источну Босну. Штаб 68. корпуса пребачен је крајем октобра авионом у Срем, да у саставу Друга оклопна армија преузме команду над снагама на Дунаву.
Наступајући кроз Југославију, Група армија Е је постепено преузимала команду над корпусима Друге оклопне армије:
- 11. септембра 1944. преузела је команду над 21. армијским корпусом.[3]
- 15. октобра преузела је команду над Корпусом „Милер“ (касније 34. армијски корпус).[4]
- Крајем октобра преузела је команду над 5. СС планински корпусом[5].
- 1. децембра 1944. преузела је команду над 15. брдским корпусом.[6]

Пошто је истовремено њен 34. корпус преузео команду над Борбеном групом Киблер на Сремском фронту, тиме је Група армија Е концентрисала у својим рукама команду над целокупним ратиштем између Драве и Јадрана. Током свог продора од Грчке до Саве и Срема, Група армија Е претрпела је у борбама са снагама НОВЈ и бугарске армије, и од савезничких ваздушних удара, губитке од 50.000 избачених из строја. Ипак, с обзиром на врло тешке околности под којима се продор одвијао, командант Групе армија Е био је задовољан овим успехом. У том периоду, Група армија Е бројала је око 400.000 бораца, а имала је тактичку команду и над око 150.000 бораца у саставу оружаних снага НДХ.
У том периоду још се одвијао пробој 21. корпуса из окружења у Црној Гори, и Книнска операција у Далмацији, у којима је Група армија Е претрпела додатне тешке губитке.
У јануару 1945. Група армија Е преузела је команду над 69. и 97. корпусом у кварнерско-тршћанској области. Током Завршних операција, Група армија Е поражена је од Југословенске армије, и положила је оружје пред њом по деловима, између 7. и 15. маја 1945. у Словенији.